# Казакевич Данило Васильович
Данило Васильович Казакевич (16 грудня 1902 року, село Радзевце, нині Молодечненский район, Мінська область — 28 листопада 1988 року, Москва) — радянський військовий діяч, генерал-лейтенант. Герой Радянського Союзу (6.04.1945). Депутат Верховної Ради СРСР 4-го скликання (1954–1958).

## Біографія
Народився 3 (16) грудня 1902 року в селі Радзевце (Радевци) Радошковської волості Вілейського повіту Віленської губернії у селянській родині. У дитинстві і юнацтві жив у місті Омську. Закінчив середню школу, працював теслярем на фабриці.
У червні 1920 році був призваний до лав РСЧА. Брав участь у боях на фронтах Громадянської війни. Служив у 186-му стрілецькому полку. З серпня 1922 року навчався на Мінських піхотних курсах РСЧА.
У 1923 році закінчив 6-ї Мінські піхотні курси, після чого служив у прикордонних військах на посаді помічника начальника прикордонної застави в Білорусі.
У 1924—1926 р. — начальник прикордонної застави 42-го Джебраїльського прикордонного загону (Азербайджанська РСР). У 1926—1927 р. — начальник прикордонної застави 38-го Ахалцихського прикордонного загону (Грузинська РСР).
У 1927—1929 р. — курсант Вищої прикордонної школи ОДПУ. По закінченні Вищої прикордонної школи у 1929 році служив на посадах начальника прикордонної застави 21-го Ямпільського прикордонного загону Українського прикордонного округу і начальника курсу 2-ї Харківської прикордонної школи (у 1932—1934 роках).
У 1934—1937 р. — слухач Військової академії РСЧА імені Фрунзе.
У 1937—1939 р. — командир мотострілецького полку Управління Червонопрапорної прикордонної і внутрішньої охорони УНКВС по Далекосхідному краю. З 1939 по грудень 1942 — начальник штабу — 1-й заступник начальника Управління прикордонних військ НКВС Хабаровського прикордонного округу.
У грудні 1942 року був призначений на посаду начальника штабу 102-й Далекосхідний стрілецької дивізії Окремої (70-ї) армії військ НКВС, з якою був відправлений на фронт. З лютого 1943 року брав участь у боях на фронтах німецько-радянської війни. У вересні 1943 — травні 1945 р. — командир 399-ї стрілецької дивізії.
Указом Президії Верховної Ради СРСР від 6 квітня 1945 року за успішне керівництво військовими з'єднаннями і проявлені при цьому мужність і героїзм генерал-майору Данилу Васильовичу Казакевичу присвоєно звання Героя Радянського Союзу з врученням ордена Леніна і медалі «Золота Зірка» (№ 6105).
Із закінченням війни продовжив службу в прикордонних військах МВС. У 1945—1946 р. — начальник штабу — 1-й заступник начальника Управління прикордонних військ МВС Чорноморського прикордонного округу. У 1946—1948 р. — начальник штабу — 1-й заступник начальника Управління прикордонних військ МВС Молдавського прикордонного округу.
У вересні 1948 — лютому 1954 р. — начальник Управління прикордонних військ МВС-МДБ Молдавського прикордонного округу. У 1952 році закінчив Всесоюзний юридичний заочний інститут.
У квітні 1954 — листопаді 1955 р. — начальник Управління прикордонних військ МВС Південно-Західного прикордонного округу.
У жовтні 1955 — жовтні 1957 р. — головний радник із прикордонних військ в Апараті старшого радника КДБ СРСР у Німецькій Демократичній Республіці.
У жовтні 1957 — жовтні 1959 р. — начальник відділу військово-навчальних закладів Головного управління прикордонних військ КДБ при РМ СРСР.
У жовтні 1959 року вийшов у запас. Жив у Москві. Працював у Головному управлінні з іноземного туризму при Раді міністрів СРСР. Помер 28 листопада 1988 року. Похований на Мітінському кладовищі (ділянка 67).

## Нагороди
- медаль «Золота Зірка» (06.04.1945);
- два ордени Леніна (06.04.1945, 10.12.1945[1])
- орден Жовтневої Революції (06.12.1982);
- п'ять орденів Червоного Прапора (27.08.1943, 03.11.1944, 10.02.1945, 1950, 14.02.1951)
- орден Суворова 2 ступеня (23.07.1944);
- орден Кутузова 2 ступеня (03.06.1944);
- орден Вітчизняної війни 1 ступеня (06.04.1985);
- орден Трудового Червоного Прапора (11.10.1949);
- орден «Знак Пошани» (14.02.1941);
- медалі[2].

## Військові звання
- капітан (14.03.1936)
- майор (29.11.1938)
- полковник (13.03.1940)
- генерал-майор (3.06.1944)
- генерал-лейтенант (15.07.1957)